# Domenico Raccuini
Domenico Raccuini (Rieti, 4 aprile 1854 – Firenze, 16 maggio 1920) è stato un avvocato e politico italiano.

## Biografia
Laureato in giurisprudenza presso l'Università di Roma, intraprese la professione di avvocato.
Ancora giovane si interessò alla politica, divenendo consigliere comunale ed assessore di Rieti, consigliere provinciale della provincia di Perugia a cui Rieti apparteneva all'epoca, nonché membro del consiglio dell'ordine degli avvocati reatino.
Fu sindaco di Rieti per tre mandati (dal 1901 al 1902, dal 1912 al 1915 e dal 1916 al 1919) e deputato dell'estrema alla Camera dal 1895 al 1909; nel 1915 fu nominato senatore in quanto "deputato dopo tre legislature", incarico all'epoca di durata vitalizia, che mantenne fino alla morte.
Ottenne medaglie d'oro al valor civile per il suo intervento di soccorso nei terremoti della Marsica del 1915 e di Messina del 1908.
A Rieti risiedeva a Palazzo Raccuini in via Garibaldi 210, nei pressi della chiesa di Santa Chiara, dove oggi c'è una targa che lo ricorda. A lui è stata dedicata una via nel quartiere Borgo di Rieti.

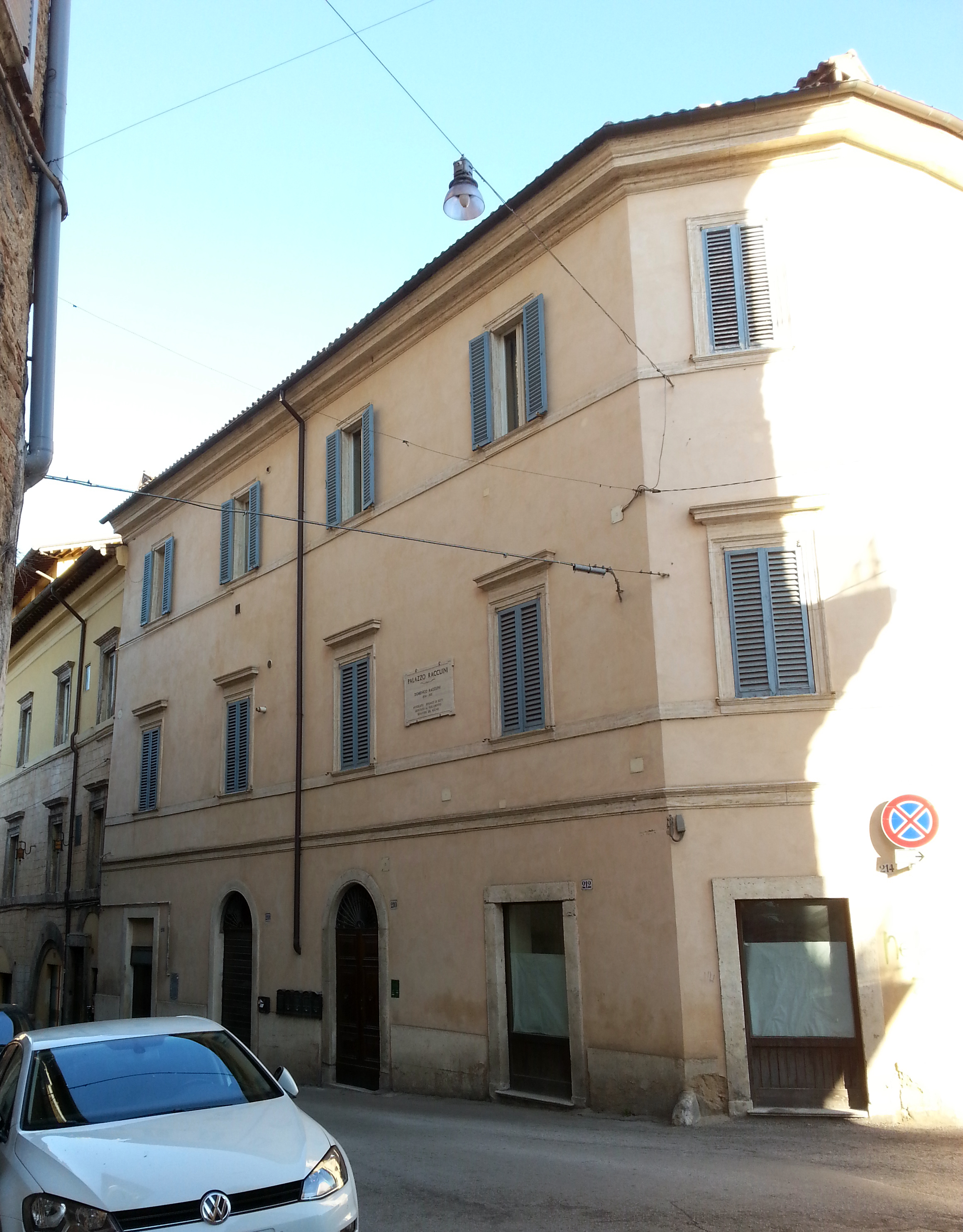
Palazzo Raccuini a Rieti
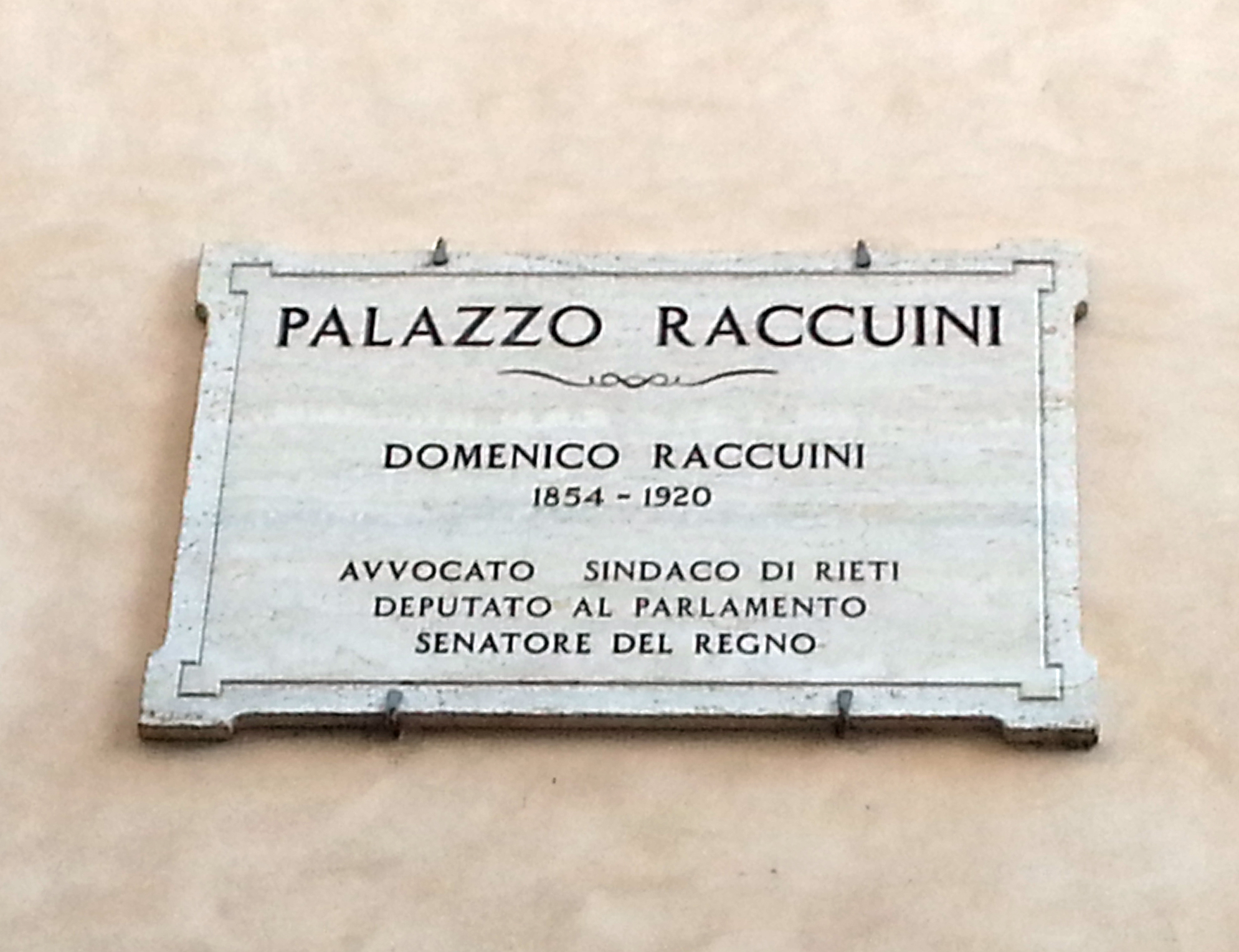
L'iscrizione sulla facciata di Palazzo Raccuini